# Eloi Metullus
Eloi Metullus (1892) è stato un tiratore a segno haitiano.

## Palmarès

### Olimpiadi
- 1 medaglia:
  - 1 bronzo (Parigi 1924 nel fucile a squadre)